# Christof Schreiber
Christof Schreiber (* 1967) ist ein deutscher Mathematikdidaktiker und seit 2014 Professor für Didaktik der Mathematik in der Primarstufe an der Justus-Liebig-Universität Gießen.

## Werdegang
1988–1991 studierte er Grundschullehramt mit den Fächern Mathematik, Physik und katholische Religion, an der Goethe-Universität in Frankfurt am Main, Abschluss: 1. Staatsexamen. 1992–1994 folgte das Referendariat für das Lehramt an Grundschulen am Studienseminar in Frankfurt und der Zentgrafenschule in Frankfurt. 1994–1998 war er an der Zentgrafenschule als Lehrer tätig. Von 1998 bis 2002 arbeitete er an der J. W. v. Goethe-Universität Frankfurt als Pädagogischer Mitarbeiter und von 2002 bis 2005 als Studienrat im Hochschuldienst. 2005 bis 2007 war er an der J. W. v. Goethe-Universität Frankfurt und dem Studienseminar Main Kinzig in Hanau als Abgeordneter Lehrer und Ausbildungsbeauftragter tätig. 2007–2012 war er am Studienseminar Main Kinzig in Hanau und Goethe-Universität Frankfurt als Rektor als Ausbildungsleiter und abgeordneter R.a.A. beschäftigt. Schreiber promovierte 2010 an der Goethe-Universität Frankfurt am Main zum Thema „Semiotische Prozesskarten – Chatbasierte Inskriptionen in mathematischen Problemlöseprozessen“. Von 2012 bis 2013 war er an der Justus-Liebig-Universität Gießen als Vertretung der Professur für die Didaktik der Mathematik in der Primarstufe tätig. Seit 2014 ist er Professor für Didaktik der Mathematik in der Primarstufe an der Justus-Liebig-Universität Gießen.

## Projekte
In seiner Forschung fokussiert Christof Schreiber auf den Einsatz digitaler Medien im Mathematikunterricht der Primarstufe und in der Lehrerbildung. Hierzu gehören z. B. PrimarWebQuests und PriMaPodcasts. Er ist am Kinderfunkkolleg Mathematik des Hessischen Rundfunks beteiligt.
Für die Lehramtsausbildung für das Grundschullehramt begleitet Christof Schreiber das Projekt Merlin (Mentoring: Erfolgreich L1 studieren) an der JLU federführend. Im Bereich Medienbildung war er von 2018 bis 2024 mit verantwortlich für das Projekt Te@m - Teacher Education and Media. Seit 2023 führt er mit Rebecca Klose das Projekt ChatGPT & Co. durch.

### Weitere Projekte
- Digitale Drehtür[7]
- Einsatz von Actionbound im Mathematikunterricht[8]
- HessenHub
- LernMaVirtuell[9]

## Auszeichnungen
2006 erhielt Christof Schreiber den eLearning Award der Goethe-Universität Frankfurt.
2014 wurde Christof Schreiber der framediale-Preis für „best practice Projekte in der Hochschullehre“ verliehen.

## Publikationen (Auswahl)
- Baschek, E, Fetzer, M, Klose, R., Schreiber, Chr. & Söbbeke, E. (Hrsg.) Sprachlich-kulturelle Ressourcen im Mathematikunterricht der Primarstufe. WTM. Münster 2024.
- Bonow, J., Dexel, T., Rink, R., Schreiber, Chr., Walter, D. (Hrsg.): Digitale Medien und Heterogenität. Chancen und Herausforderungen für die Mathematikdidaktik. WTM, Münster 2022.
- D. Graf, N. Graulich, K. Lengnink, H. Martinez, Chr. Schreiber (Hrsg.): Digitale Bildung für Lehramtsstudierende. TE@M ‒ Teacher Education and Media. Springer, Wiesbaden 2021.[5]
- R. Klose, Chr. Schreiber (Hrsg.): Mathematik, Sprache und Medien. (Lernen, Lehren und Forschen mit digitalen Medien in der Primarstufe. Bd. 7). WTM, Münster 2021.[11]
- S. Ladel, R. Rink, Chr. Schreiber, D. Walter (Hrsg.): Forschung zu und mit digitalen Medien – Befunde für den Mathematikunterricht in der Primarstufe. (= Lernen, Lehren und Forschen mit digitalen Medien in der Primarstufe. Bd. 6). WTM, Münster 2020.[12]
- Chr. Schreiber, H. Kromm: Projektorientiertes Lernen mit dem Internet. PrimarWebQuest. Schneider, Hohengehren 2020.
- Chr. Schreiber, R. Rink, S. Ladel (Hrsg.): Digitale Medien im Mathematikunterricht der Primarstufe: Ein Handbuch für die Lehrerausbildung. (= Lernen, Lehren und Forschen mit digitalen Medien in der Primarstufe. Bd. 3). WTM, Münster 2017.[13]
- S. Ladel, Chr. Schreiber (Hrsg.): Von Audiopodcast bis Zahlensinn (Lernen, Lehren und Forschen mit digitalen Medien in der Primarstufe. Bd. 2). WTM, Münster 2014.[14]
- S. Ladel, Chr. Schreiber (Hrsg.): Lernen, Lehren und Forschen in der Primarstufe (Schriften zu Mathematikunterricht und Technologieeinsatz. Bd. 1). Franzbecker, Hildesheim 2012.
- J. Langenhan, Chr. Schreiber: PrimarWebQuest. Projektorientiertes Lernen mit dem Internet in der Primarstufe. Schneider, Hohengehren 2012.
- Chr. Schreiber: Semiotische Prozess-Karten. Chatbasierte Inskriptionen in mathematischen Problemlöseprozessen. Waxmann, Münster 2010.[1]

## Mitgliedschaften
- Gesellschaft für Didaktik der Mathematik (GDM)
  - Arbeitskreis „Semiotik, Zeichen und Sprache in der Mathematikdidaktik“: AK Semiotik (Mitglied im Sprecherrat)
  - Arbeitskreis „Interpretative Unterrichtsforschung“: AK IntUf
  - Arbeitsgruppe „Lernen, Lehren und Forschen mit digitalen Medien im Mathematikunterricht der Primarstufe“: PriMaMedien
  - Arbeitskreis Grundschule in der Gesellschaft für Didaktik der Mathematik
- Bundesarbeitskreis Lehrerbildung (BAK)
- Zentrale für Unterrichtsmedien im Internet: ZUM
- Contemporary Mathematics Education:[15] (Mitglied im IPC)
- Grundschulverband e.V.
- Gießener Hochschulgesellschaft: GHG